# Contrat de travail à durée déterminée en France
Pour un article plus général, voir Contrat de travail à durée déterminée.
Pour les articles homonymes, voir CDD.
En France, en droit du travail, un contrat à durée déterminée (CDD) de droit privé  est un contrat de travail pour lequel un employeur (société, entreprise) peut recruter directement un salarié pour une durée déterminée, car la cause de cette détermination, de la date ou échéance de fin de contrat est prévue explicitement par le Code du travail. 
Auparavant les agences de travail intérimaire fonctionnaient selon des dispositions particulières du contrat de travail à durée déterminée réglant le travail d’intérim. Ces dispositions particulières ont été extraites en 2008 du CDD, pour créer à côté de ce dernier, un troisième type de contrat de travail, nommé par le code du travail : contrat de travail temporaire et autres contrats de mise à disposition.
Il y avait près de 2,5 millions de CDD en France en 2019.
Les CDD sont de plus en plus courts, passant d'une durée moyenne de 80 jours en 2008 à 46 jours en 2018.
Il est à noter que d'autre part, la fonction publique a développé des contrats à durée déterminée de droit public en complément des emplois de fonctionnaires. Les règles de gestion qui leur sont alors applicables sont celles des agents contractuels de la Fonction publique. En 2017, plus d’un agent de la fonction publique sur cinq est contractuel ce qui représente 1,4 million d’agents.

## Principe
Le CDD est en théorie un contrat d'exception, le principe reste le recours au contrat à durée indéterminée.
La primauté du CDI a été réaffirmée par la Loi du 25 juin 2008 portant modernisation du marché du travail : « Le contrat de travail à durée indéterminée est la forme normale et générale de la relation de travail ».
Le terme « contrat à durée déterminée » a été introduit par la loi nº79-11 du 3 janvier 1979. La forme actuelle du contrat à durée déterminée date de 1990.

## Cas de recours
Un contrat à durée déterminée (CDD) ne doit pas avoir pour objet de pourvoir durablement un emploi lié à l'activité normale et permanente de l'entreprise. Un CDD ne peut être conclu que pour l'exécution d'une tâche précise et temporaire.
Un contrat de travail ne peut être conclu pour une durée déterminée que pour l'un des cas de recours limitativement énumérés par la loi :
- Art. L1242-2 du Code du travail[7] :
  - remplacement d'un salarié,
  - accroissement temporaire d'activité,
  - emploi à caractère saisonnier ou pour lequel, dans certains secteurs, il est d'usage constant de ne pas recourir au contrat de travail à durée indéterminée en raison de la nature de l'activité exercée et du caractère par nature temporaire de ce type d'emploi.
- Loi de 2008 portant sur la modernisation du marché du travail[8]
  - réalisation d’un objet défini (mission particulière)

Dans tous les cas, les contrats ne peuvent avoir ni pour objet, ni pour effet, de pourvoir durablement un emploi lié à l'activité normale de l'entreprise.
Le contrat de travail peut également être conclu pour une durée déterminée dans le « cadre de la politique de l'emploi ».

### Le remplacement
Pour être embauché par le biais d'un CDD dans le cadre d'un remplacement, le salarié doit :
- remplacer un salarié absent temporairement pour maladie, accident, maternité, congé parental[11] ;
- remplacer un salarié passé provisoirement à temps partiel ;
- occuper, au départ de son titulaire, un poste de travail allant être supprimé ;
- occuper un poste de travail dans l'attente de l'entrée en fonction de son futur titulaire embauché en CDI. Le poste considéré doit être pourvu par un titulaire déjà recruté mais momentanément indisponible[12].

Depuis 2001, la possibilité de recourir au CDD a été progressivement étendue au remplacement temporaire du chef d'entreprise ou d'exploitation, d'une personne exerçant une profession libérale ou du conjoint participant effectivement à l'activité.
Le salarié doit être embauché pour remplacer un salarié déterminé. Lorsque le contrat prévoit que le salarié remplace « tout membre du personnel » ou comporte les noms de plusieurs salariés remplacés, il encourt la requalification en contrat à durée indéterminée. Il est, au contraire, possible d'opérer des remplacements en cascade, le salarié en CDD peut être affecté sur un poste différent du salarié remplacé.

### Le surcroît d'activité
La formule est d'acception très large, un surcroît d'activité n'est pas nécessairement exceptionnel. Cependant, dans le secteur du commerce, l'ouverture d'un magasin ne constitue pas un « surcroît d'activité » et ne permet pas, en elle-même, la motivation d'un contrat à durée déterminée,.

### Le contrat saisonnier
Selon la jurisprudence, le travail saisonnier « s'entend d'une activité appelée à se répéter chaque année à date à peu près fixe en fonction du rythme des saisons ou de modes de vie collectifs ». Ainsi, les contrats conclus avec un salarié, dans une activité touristique caractérisée par un accroissement de visiteurs, chaque année, à dates à peu près fixes, ont un caractère saisonnier lorsqu'ils couvrent la période recevant le plus grand nombre de visiteurs.
Toutefois, selon un arrêt de 2007, lorsque la production et la commercialisation d'un produit sont effectives tout au long de l'année avec seulement des accroissements périodiques de production, il n'y a pas d'activité saisonnière justifiant le recours au contrat saisonnier.
La loi ne fixe pas de limite, susceptible d'entraîner une requalification en CDI, à la faculté pour un employeur de conclure des contrats à durée déterminée successifs avec le même salarié afin de pourvoir un emploi saisonnier.
Par ailleurs, les contrats de travail conclus pour la durée d'une année scolaire ou universitaire ne peuvent être assimilés à des contrats saisonniers. Si de tels CDD se succèdent pendant plusieurs années sans autre interruption que celle des vacances scolaires, la relation de travail doit s'analyser en un contrat à durée indéterminée.
Un contrat motivé par le surcroît d'activité donne droit à une prime de précarité contrairement au contrat motivé par le caractère saisonnier.

### Les contrats d'usage
L'usage du CDD dans les établissements d'enseignement supérieur repose sur les conditions de droit commun, bien que l'usage de la vacation soit courant. Pourtant, la vacation n'a pas, en elle-même, de statut juridique.

### CDD dans le cadre de la politique de l'emploi
CDD senior
L'accord interprofessionnel du 13 octobre 2005 prévoit la création d'un CDD spécifique aux chômeurs âgés de plus de 57 ans, avec notamment la suppression progressive d'ici 2010 de la contribution Delalande, une taxe que doivent payer les entreprises qui licencient des salariés de plus de 50 ans, pour leur permettre de compléter leurs pensions de retraite.
CI-RMA
Le contrat insertion - revenu minimum d’activité peut être conclu avec tout type de structure (entreprise, association, profession libérale...) et est destiné aux allocataires de minima sociaux. Le CI-RMA peut également être conclu en contrat à durée indéterminée. À compter du 1er janvier 2010, le CI-RMA n'existe plus en tant que tel et est remplacé par le CUI-CIE.
Contrat d'avenir
Il est destiné aux allocataires de minima sociaux et peut être conclu avec une collectivité locale, une personne morale de droit public, un gestionnaire privé de service public, une association ou une structure d'insertion. Le contrat d'avenir est un CDD de droit privé à temps partiel. À compter du 1er janvier 2010 et à la suite de la mise en place du CUI (Contrat unique d'insertion), il n'est plus possible de conclure des contrats d'avenir.

### L'expérimentation du CDD à objet défini
La loi de 2008 portant sur la modernisation du marché du travail a introduit un nouveau cas de recours au CDD, dont l’échéance est la réalisation d’un objet défini (mission).
Ce contrat est:
- réservé au recrutement d'ingénieurs et de cadres;
- d'une durée minimale de dix-huit mois et maximale de trente-six mois;

La possibilité de recourir à ce type contrat est subordonné à la conclusion d'un accord collectif.
Ce contrat est institué à titre expérimental pendant une période de cinq ans.

## Interdictions
Outre l'interdiction de pourvoir durablement par le biais de CDD des emplois liés à l'activité normale de l'entreprise, la loi prohibe le recours à ce type de contrat:
- pour remplacer un salarié dont le contrat de travail est suspendu par suite d'un conflit collectif de travail (grève)[24] ;
- pour effectuer des travaux particulièrement dangereux définis par décret[24],[25] ;
- dans les six mois suivant un licenciement pour motif économique, sauf lorsqu'il est motivé par un accroissement temporaire de l'activité[26]. Dans cette hypothèse il ne peut dépasser trois mois.

## Formalisme
Le CDD est impérativement écrit et transmis au salarié dans les 48H de son engagement initial ; en cas de litige sur la chronologie des faits, il appartiendrait à l'employeur de prouver qu'il avait satisfait à cette obligation de « transmission » dans le délai légal imparti.
Il doit comporter la définition précise de son motif ; à défaut, il est réputé conclu pour une durée indéterminée.
Si une condition de forme n'est pas remplie, l'employeur s'expose à une requalification judiciaire en CDI : ceci résulte d'une présomption irréfragable, c'est-à-dire qui n'admet pas la preuve contraire.

## Terme et durée
Le CDD est conclu pour une durée limitée qui prévaut ; à sa signature, une échéance est impérativement déterminée mais non nécessairement datée. Selon la loi, « le contrat de travail à durée déterminée cesse de plein droit à l'échéance du terme »,.
Si le salarié tombe malade au cours du contrat, le contrat n'est pas prolongé de la durée de la suspension. Toutefois, en cas d'accident du travail ou de maladie professionnelle, lorsque le CDD comporte une clause de renouvellement, l'employeur ne peut, au cours des périodes de suspension, refuser le renouvellement que s'il justifie d'un motif réel et sérieux, étranger à l'accident ou à la maladie.
On distingue les contrats à terme précis (le contrat fixe une date de fin de contrat) de ceux à terme imprécis pour lesquels la réalisation du motif met fin à la relation contractuelle (par exemple le recrutement définitif d'une personne, ou le retour du titulaire en congé-maladie ou Congé-maternité).
La durée maximale pour un CDD est limitée à 18 mois et peut aller jusqu'à 36 mois dans le cas général, en tenant compte d'un éventuel renouvellement (9 mois lorsque c'est en attente d'une embauche définitive, l'exécution immédiate de travaux urgents ; 24 mois lorsque ce sont des contrats à l'étranger, le remplacement d'un poste devant disparaître, la commande exceptionnelle à l'exportation, un contrat d'apprentissage).
Mais, dans le cadre de contrats dont la date de fin n'est pas prédéterminée, la durée peut être plus longue. Il en est ainsi lorsque la personne embauchée en CDD remplace un salarié en congé parental. Dans ce cas (lorsqu'il ne comporte pas de terme précis), le contrat comporte une durée minimale.
La période d'essai, qui peut ne pas exister, est, en l'absence d'usage ou de disposition conventionnelle plus favorable, d'un jour par semaine dans la limite de deux semaines lorsque le contrat est inférieur ou égal à six mois et un mois lorsque le contrat est supérieur à six mois.
Renouvellement : Deux fois et sous certaines conditions (contrats à terme précis, durée totale ne doit pas dépasser la durée légale, les conditions du renouvellement peuvent avoir été précisées dans le premier contrat et sont, en toutes hypothèses, nécessairement matérialisées par un avenant).
Lorsqu'un CDD prend fin, il n'est pas possible d'avoir recours à un nouveau CDD sur le même poste de travail avant l'expiration d'un certain délai, appelé délai de carence. Cependant, dans certains cas, le délai de carence ne s'applique pas.

## Rémunération
Les salariés sous contrat à durée déterminée, à l'exception des saisonniers, bénéficient de la mensualisation, c'est-à-dire du paiement mensuel d’une rémunération qui ne varie pas en fonction du nombre de jours que comporte le mois.
Ils bénéficient aussi du principe de l'égalité de rémunération avec un salarié permanent.

### Indemnité destinée à compenser la précarité
Si à la fin du CDD, les relations contractuelles ne se poursuivent pas par un contrat à durée indéterminée, le salarié doit bénéficier d'une indemnité de précarité, égale à 10 % de la rémunération totale brute.
Toutefois, certains contrats n'ouvrent pas droit à cette indemnité :
- les CDD de droit public (toute fonction publique) ; Les agents de la fonction publique en fin de CDD ont désormais droit à une prime de précarité (pour les contrats signés à partir de janvier 2021 sous certaines conditions. Décret n° 2020-1296 du 23 octobre 2020 pris en application de l'article 23 de la loi n° 2019-828 du 6 août 2019 de transformation de la fonction publique[39],[40]).
- les contrats saisonniers, y compris les contrats vendanges ;
- les CDD conclus avec un jeune pendant ses vacances scolaires ou universitaires (« job d’été ») ;
- les contrats conclus au titre des mesures pour l’emploi ou la formation professionnelle[41].

De même, il n'y a pas versement de cette prime de précarité si cette dernière n'existe plus :
- CDD rompu avant son terme par un salarié qui justifie d’une embauche en CDI ;
- CDD qui se poursuit par un CDI ;
- salarié en CDD qui refuse un CDI pour occuper le même emploi ou un emploi similaire assorti d’une rémunération au moins équivalente.

### Indemnité compensatrice de congés payés
Si l'organisation des congés dans l'entreprise et la durée du contrat ne permettent pas la prise des congés payés par le salarié, ce dernier a droit à une indemnité compensatrice de congés payés, calculée au prorata de son temps de présence.

## Rupture
En principe, le contrat à durée déterminée est exécuté jusqu'à l'échéance du terme. Cependant, il peut avant cette échéance, être rompu par accord entre les parties.
D'après le code du travail, il ne faut pas confondre le mode de rupture anticipée du CDD (Chapitre III du Titre IV du livre II de la première partie du code du travail) avec les possibilités de ruptures d'un CDI (Titre III du livre II de la première partie du code du travail). On parle par exemple d'une rupture anticipée à l'initiative du salarié ou de l'employeur qu'il ne faut pas confondre avec une démission ou un licenciement ayant un cadre juridique spécifiquement utilisé pour un CDI.
Le contrat à durée déterminée étant une forme dérogatoire, le principe en droit étant le CDI, lorsque le salarié justifie d'une embauche pour une durée indéterminée, il peut rompre le CDD avant son terme mais doit respecter une période de préavis dont la durée est fonction de la durée du contrat.
Il peut également être rompu de façon anticipée en cas de faute grave de l'une ou l'autre des parties ou en cas de force majeure. Selon la jurisprudence, la force majeure est un événement exceptionnel, imprévisible et insurmontable qui rend impossible l’exécution du contrat de travail. Ce motif est rarement accepté ; ainsi la mise en redressement judiciaire d'une société ne présente pas les caractères de la force majeure.

### Rupture anticipée du CDD pour inaptitude
La loi du 17 mai 2011 de simplification et de l'amélioration de la qualité du droit rend désormais possible la rupture anticipée d'un CDD pour inaptitude du salarié déclarée par le médecin du travail (JO 18 mai 2011 ; C.trav., art.L.1243-1).
Avant cette loi, le CDD ne pouvait être rompu avant l’arrivée du terme qu’en cas d’accord des parties, de faute grave, de force majeure ou si le salarié justifiait d’une embauche en contrat à durée indéterminée. Aucune autre situation n’autorisait la rupture anticipée du CDD pour inaptitude sauf pour les inaptitudes d'origine professionnelle, pour lesquelles l’employeur pouvait seulement demander la résiliation judiciaire du contrat. Désormais, il pourra rompre le CDD avant terme pour inaptitude. Ainsi, l’inaptitude, qu’elle soit d’origine professionnelle ou non, devient une nouvelle cause de rupture anticipée du CDD. Sont donc visées les inaptitudes d'origine professionnelle et non professionnelle. Cependant, la voie de la rupture anticipée n'est ouverte que dans la mesure où il est démontré l'impossibilité de reclasser le salarié dans l'entreprise et, le cas échéant, dans le groupe.
En ce qui concerne, les dispositions de l'article L.1226-4 du code du travail, relatives à la reprise du paiement des salaires par l'employeur, après écoulement du délai d'un mois, elles s'appliquent au salarié en CDD déclaré inapte.
De même, la rupture du CDD prononcée en cas d'inaptitude ouvre droit, pour le salarié, à une indemnité de rupture spécifique. C'est l'article L.1226-4-3 du code du travail, qui prévoit ce principe, (mais n'en fixe que le montant minimal). Selon cet article : « La rupture du contrat à durée déterminée prononcée en cas d'inaptitude ouvre droit, pour le salarié, à une indemnité dont le montant ne peut être inférieur à celui de l'indemnité prévue à l'article L. 1234-9. Cette indemnité de rupture est versée selon les mêmes modalités que l'indemnité de précarité prévue à l'article L. 1243-8 ».
Ainsi, en cas de rupture anticipée du CDD pour inaptitude, le salarié a droit à une indemnité dont le montant ne peut être inférieur :
- En cas d'inaptitude d'origine non professionnelle, au montant de l'indemnité légale de licenciement ;
- En cas d'inaptitude d'origine professionnelle, au double de l'indemnité légale de licenciement.

Elle est versée selon les mêmes modalités que l’indemnité de précarité prévue à l’article L 1243-8 du Code du travail, c’est-à-dire à l’issue du contrat, en même temps que le dernier salaire.

### Rupture anticipée prohibée
La rupture anticipée du CDD est illicite en dehors des cas prévus par les articles L.1243-1 et suivants du code du travail.
La rupture anticipée du contrat de travail à durée déterminée qui intervient à l'initiative du salarié en dehors des cas prévus aux articles L. 1243-1 et L. 1243-2 ouvre droit pour l'employeur à des dommages et intérêts correspondant au préjudice subi.
La rupture anticipée du contrat de travail à durée déterminée qui intervient à l'initiative de l'employeur, en dehors des cas de faute grave, de force majeure ou d'inaptitude constatée par le médecin du travail, ouvre droit pour le salarié à des dommages et intérêts d'un montant au moins égal aux rémunérations qu'il aurait perçues jusqu'au terme du contrat, sans préjudice de l'indemnité de fin de contrat prévue à l'article L. 1243-8. Toutefois, lorsque le contrat de travail est rompu avant l'échéance du terme en raison d'un sinistre relevant d'un cas de force majeure, le salarié a également droit à une indemnité compensatrice dont le montant est égal aux rémunérations qu'il aurait perçues jusqu'au terme du contrat. Cette indemnité est à la charge de l'employeur.
Cependant, le CDD ne peut pas être rompu par anticipation pour :
- Insuffisance professionnelle du salarié ;
- Motif économique (Cass.soc., 20 oct.1998, n°96-41.325)[49]. La seule exception admise par l'administration concerne le CDD conclu pour remplacement d'un salarié absent, lorsque l'employeur procède à des mesures de réorganisations internes ayant pour effet de supprimer le besoin de remplacement et pour autant que la période minimale soit expirée (Circ. DRT n°18-90, 30 octobre 1990, BO Trav.1990, n° 24) ;
- Refus d'acceptation d'une modification du CDD ;
- Non-homologation du contrat par la fédération sportive à la suite d'une visite médicale non concluante (Cass.soc., 1er juillet 2009, n° 08-40.023) ;
- ou encore pour réalisation de l'objet avant son terme. En effet, le CDD conclu à terme certain pour le remplacement d'un salarié absent ou pour faire face à un accroissement exceptionnel d'activité ne peut être rompu avant la date de son terme initial même si, entre-temps, son objet a disparu.

## Requalification
Cette possibilité d'obtenir la requalification en CDI d'un contrat de travail à durée déterminée irrégulier est expressément prévue par la loi.
Cette requalification est notamment possible lorsque :
- aucun écrit n’est établi ;
- le contrat ne comporte pas la définition précise de son motif ;
- la relation contractuelle se poursuit après l’échéance du terme.

Le salarié demandeur doit présenter sa réclamation devant le juge prud'homal. Le Code du travail prévoit une procédure particulière, rapide et sans conciliation préalable.